# Кристіна Кальдерон
Кристіна Кальдерон (Cristina Calderón; 24 травня 1928 — 16 лютого 2022) — чилійська співачка та етнографиня, остання чистокровна представниця індіанського народу яганів та остання рідномовиця яганської мови.
У 1946 році яганською мовою розмовляли не менше 60 осіб (згідно з даними чилійськогоантрополога Алехандро Ліпшуца). Але до початку XXI століття залишалися лише три носії яганської мови — Кристіна Кальдерон (1928—2022), її сестра Урсула Кальдерон (Úrsula Calderón Harban, 1925—2003) і її зовиця Емелінда Акунья (1921—2005). Після смерті Акуньї 12 жовтня 2005 року у віці 84 років, Кристіна Кальдерон була єдиним носієм цієї мови. Разом зі своєю онукою Крістіною Саррагою і сестрою Урсулою Кальдерон у 2005 році опублікувала збірку яганських казок «Hai Kur Mamashu Shis» («Хочу розповісти вам історію»). Саргара разом із чоловіком Олівером Фогелем опублікували в 2010 році словник яганської мови та збірку яганських оповідань на основі інтерв'ю з Кальдерон.
Кристіна Кальдерон проживала в селищі Укіка, на околиці Пуерто-Вільямса, і заробляла на життя продажем туристам сувенірів ручної роботи. Вона була матір'ю десяти дітей та бабусею 19 онуків (станом на 2017 рік).
Кристіна Кальдерон померла 16 лютого 2022 року в лікарні Clínico de Magallanes у місті Пунта-Аренас в 93-річному віці від ускладнень, викликаних коронавірусним захворюванням COVID-19.